# Martina Dariana Antonínová
Martina Dariana Antonínová (dříve známá jako Martin D. Antonín, * 14. listopadu 1978, Praha) je česká spisovatelka a překladatelka. Vystudovala obor diplomacie a politologie na Vysoké škole ekonomické. Píše převážně fantasy, přeložila několik knih a více než sto padesát komiksů – například sérii Živí mrtví (Walking Dead). Pořádá tzv. LARPy (Live action role-playing game), především Konec dějin? a Bezkrálí, donedávna vedla klub příznivců sci-fi a fantasy nad knihkupectvím Krakatit.
Roku 2020 veřejně oznámila, že prochází tranzicí.

## Dílo

### Povídky a novely z cyklu Trpasličí čest
- Trpasličí čest, povídka v antologii Drakobijci 4, Straky na vrbě, Praha 2002, zakládající povídka stejnojmenného cyklu, vystupují trpaslík Trp a rytíř Dobromil, třetí místo v soutěži O Železnou rukavici lorda Trollslayera 2002 (podruhé vydána v antologii Společenstvo Pevnosti, Fantom Print, Praha 2014),
- Sud osudu, povídka v antologii Drakobijci 8, Straky na vrbě, Praha 2006, druhá část povídkového cyklu Trpasličí čest, vystupují Trp a Dobromil,
- Divopivo, novela v antologii Sorry, vole, error, Mladá fronta, Praha 2007, třetí část povídkového cyklu Trpasličí čest, závěrečná část dějového rámce o Trpovi a Dobromilovi, tato povídka získala Čestné uznání od Akademie Science Fiction, Fantasy a Hororu za rok 2007,
- Drakobijce, novela v antologii Legendy: Draci, Straky na vrbě, Praha 2010, z cyklu povídek Trpasličí čest, vypráví o Trpovi předtím, než potkal Dobromila,
- Svědectví kamene, novela v antologii Legendy: Prokleté knihovny, Straky na vrbě, Praha 2013, volně navazující na novelu Drakobijce z cyklu Trpasličí čest,
- Pási spási, novela v antologii Mrtvý v parovodu, Konektor XB-1, Praha 2012, volně navazuje na román Zelená, odehrává se ve světě cyklu Trpasličí čest, nicméně neobsahuje trpaslíky,
- Vousy, čest a inžynýři v antologii Legendy české fantasy II., Argo, Praha, 2015, patří do cyklu Trpasličí čest, první setkání trpaslíků s hrdiny románu Zelená.

### Ostatní povídky
- Návrat do Lórienu, povídka otištěná ve slovenském sci-fi a fantasy magazínu Fantázia 4/2001, která zvítězila v soutěží O lahvičku miruvoru (soutěž tematicky zaměřená na Středozem J. R. R. Tolkiena),
- Pravá víra, povídka ve sborníku Zaslíbený věk trollí, druhé místo v soutěži Troll 2001,
- Mazlíček, povídka v antologii Drakobijci 3, Straky na vrbě, Praha 2001,
- Prchající helma, povídka v antologii Sborník Fantasy a Sci-fi povídek k Parkonu – Kočas 2002, Straky na vrbě, Praha 2002,
- Klášter slasti, povídka ve stejnojmenné antologii, Straky na vrbě, Praha 2003,
- Proč andělé nesmí spát, povídka v antologii Drakobijci 6, Straky na vrbě, Praha 2004,
- Těžký život sférozpytce, povídka v antologii Kostky jsou vrženy, Straky na vrbě, Praha 2005 (podruhé pak v antologii Klenoty české fantasy, Argo, Praha 2014),
- Zdvořilostní návštěva, novela v antologii Třpyt mečů, záblesky laserů, Straky na vrbě, Praha 2008, volně navazující na román Křivé ostří,
- Il secondo movimento, novela z "povídkového" románu Město přízraků, Straky na vrbě, Praha 2009, na kterém se podílelo šest autorů (mezi nimi například Vladimír Šlechta),
- Pěšáci Boží, povídka v antologii Temné časy, Fantom Print, Ostrava 2012, odehrává se ve světě knihy Křivé ostří o několik desítek let dříve,
- Saladinova lampa, novela v antologii Krvavá čest, Triton, Praha 2012, historická fantasy z období křížových výprav do Svaté země, odehrávající se před a během bitvy u Hattínu, nominace na cenu Akademie Science Fiction, Fantasy a Hororu za Nejlepší povídku roku 2012,
- Mr. Icy, povídka v antologii Legendy: Prokleté knihovny, Straky na vrbě, Praha 2013,
- Vousatý vtip, krátká povídka v antologii Fantastická 55,  Hydra, Bratislava 2013, s trpaslíkem Rhanem ze světa Křivého ostří,
- Šampión, povídka v antologii Žoldnéři fantazie: Osamělí válečníci, Straky na vrbě, Praha 2014, hostující povídka, nezařazená do žádného z cyklů,
- Achillina pata, povídka v antologii O krok před peklem, Epocha, Praha 2018, povídka ze světa cyklu Kladivo na čaroděje,
- Pro pár krys šel bych světa kraj, povídka v antologii Ve stínu Apokalypsy, Epocha, Praha 2018, samostatná povídka,
- Stříbrná díra, novela v reedici románu Křivé ostří, Straky na vrbě, Praha 2020, volně navazující na román Křivé ostří a novelu Zdvořilostní návštěva,
- Jak jsem šla na záchod, povídka v antologii Všechny barvy duhy, Yoli, Praha 2021, samostatná povídka s LGBT tematikou, contemporary.

### Knihy
- 101 nejkrásnějších domovních znamení Prahy', společně se Soňou Thomovou, Beta-Dobrovský, Praha 2009, populárně naučná kniha, získala Cenu Miroslava Ivanova 2011,
- Křivé ostří, Straky na vrbě, Praha 2004, fantasy román,
- Zelená, Straky na vrbě, Praha 2008, fantasy román o jedné bojechtivé elfce, dvou goblinských experimentech a milionech maghronů, odehrává se ve světě cyklu Trpasličí čest,
- fantasy série Daemonica:
  - Hovězí v žaludku 1 – Pekelný nářez, Straky na vrbě, Praha 2010,
  - Hovězí v žaludku 2 – Andělské rakvičky, Straky na vrbě, Praha 2011,

- Pekelná šleha, Epocha, Praha 2015, osmý díl románové série Kladivo na čaroděje,
- Křivé ostří (reedice), Straky na vrbě, Praha 2020, kromě zrevidovaného románu doplněného o novou závěrečnou kapitolu obsahuje i dříve vydanou novelu Zdvořilostní návštěva a dosud nepublikovanou novelu Stříbrná díra.

### Výběr překladů
- Psí vojáci, Adrian Tchaikovsky, nakladatelství Planeta 9,
- Ocelová šlechta, Adrian Tchaikovsky, nakladatelství Planeta 9,
- Steve Jobs: Zrození vizionáře, Brent Schlender, nakladatelství Grada,
- Živí mrtví, v originále Walking Dead, třicet dva vydaných knih a jeden speciál (Teď poznáte Negana!), nakladatelství Crew
  - též se podílí na české verzi stejnojmenného televizního seriálu jako dramaturg
- Vetřelci, komiks rozšiřující svět známých filmů, šest vydaných knih, nakladatelství BB/art
- Superman, knihy Rudá hvězda, Utajený počátek, Poslední syn, Superman a lidé z oceli, Cena zítřka, Neprůstřelný, Na konci času, Tajnosti a lži, Nespoutaný 1 a 2 a další, nakladatelství BB/art
- Sláine, dobrodružství keltského válečníka, knihy Válečníkův úsvit a Poklady Británie, několik kratších příběhů v časopisu Crew, nakladatelství Crew
- Daredevil, superhrdina chránící newyorskou čtvrť Hell's Kitchen, knihy Rok jedna, Zmrtvýchvstání, Ďábel strážný, Říše stínů, nakladatelství Crew a Hachette
- Wolverine, jeden z nejslavnějších marvelovských superhrdinů, knihy Zrození, Starej dobrej Logan, Komiksové legendy 17., nakladatelství Netopejr a Hachette
- DMZ, osudy mladého novináře ve fiktivní nové americké občanské válce na Manhattanu, knihy Palba do vlastních, Skrytá válka a Krvavé volby, nakladatelství BB/art
- Harley Quinn, střelená antihrdinka ze světa DC, knihy Šílená odměna, Výpadek, Volte Harley! a další, nakladatelství BB/art, a Harleen, nakladatelství Crew
- televizní seriály Hranice nemožného (Fringe, 4. a 5. série), Skladiště 13 (Warehouse 13, 4. série), Vegas (1. série), American Horror Story (1., 3. a 4. série), Dracula a další.